# Nabû-šuma-iškun
Nabû-šuma-iškun regierte von 760 bis 747 v. Chr. als König von Babylon. Er gehörte zu den chaldäischen Herrschern. Als Usurpator folgte er auf Erība-Marduk.
Nabû-šuma-iškun wird in einer Chronik aus Uruk äußerst negativ dargestellt. In ihr werden Verstöße gegen moralische und gesetzliche Grundsätze beschrieben, obwohl nicht abschließend geklärt ist, ob sein Verhalten nicht im Rahmen des zu dieser Zeit üblichen stattfand.